# Khủng hoảng tiền tệ
Một cuộc khủng hoảng tiền tệ là một tình huống có nghi ngờ nghiêm trọng về việc liệu một ngân hàng trung ương của một quốc gia có dự trữ ngoại tệ đủ để duy trì tỷ giá cố định của nước này hay không. Cuộc khủng hoảng thường đi kèm với một cuộc tấn công đầu cơ trên thị trường ngoại hối. Một cuộc khủng hoảng tiền tệ phát sinh từ thâm hụt cán cân thanh toán thường xuyên, và do đó cũng được gọi là cuộc khủng hoảng cán cân thanh toán. Thông thường một cuộc khủng hoảng lên tới cực điểm trong sự mất giá đồng tiền.
Một cuộc khủng hoảng tiền tệ là một loại khủng hoảng tài chính, và thường liên quan đến một cuộc khủng hoảng kinh tế thực sự. Một cuộc khủng hoảng tiền tệ làm tăng khả năng xảy ra khủng hoảng ngân hàng hoặc khủng hoảng vỡ nợ. Trong cuộc khủng hoảng tiền tệ, giá trị của nợ có nguồn gốc nước ngoài sẽ tăng đáng kể so với giá trị gia tăng của đồng nội tệ. Các tổ chức tài chính và chính phủ sẽ phải vật lộn để hoàn thành nghĩa vụ nợ và khủng hoảng kinh tế có thể xảy ra. Causation cũng chạy theo cách khác. Xác suất của một cuộc khủng hoảng tiền tệ tăng lên khi một quốc gia đang trải qua một cuộc khủng hoảng ngân hàng hoặc mặc định. Để bù lại thiệt hại do cuộc khủng hoảng ngân hàng hoặc mặc định, một ngân hàng trung ương thường sẽ tăng phát hành tiền tệ, có thể làm giảm dự trữ xuống mức mà một tỷ giá hối đoái cố định bị phá vỡ. Sự liên kết giữa tiền tệ, ngân hàng, và các cuộc khủng hoảng mặc định làm tăng nguy cơ khủng hoảng song sinh hoặc thậm chí khủng hoảng ba lần, kết quả trong đó chi phí kinh tế của mỗi cuộc khủng hoảng cá nhân được mở rộng.
Các cuộc khủng hoảng tiền tệ có thể đặc biệt gây hại cho các nền kinh tế mở nhỏ hoặc nền kinh tế lớn hơn, nhưng không ổn định. Các chính phủ thường có vai trò chống lại các cuộc tấn công như vậy bằng cách đáp ứng nhu cầu dư thừa cho một loại tiền tệ nhất định sử dụng dự trữ ngoại tệ của chính quốc gia hay dự trữ ngoại hối của nước này (thường là đồng đô la Mỹ, Euro hoặc bảng Anh). Các cuộc khủng hoảng tiền tệ có nhiều chi phí đo được đối với nền kinh tế, nhưng khả năng dự báo thời gian và cường độ của khủng hoảng bị hạn chế bởi sự hiểu biết lý thuyết về sự tương tác phức tạp giữa các nguyên tắc cơ bản về kinh tế vĩ mô, kỳ vọng của nhà đầu tư và chính sách của chính phủ. Một cuộc khủng hoảng tiền tệ cũng có thể có ý nghĩa chính trị cho những người cầm quyền. Sau một cuộc khủng hoảng tiền tệ, sự thay đổi của người đứng đầu chính phủ và sự thay đổi của bộ trưởng tài chính và/hoặc thống đốc ngân hàng trung ương có nhiều khả năng xảy ra hơn.
Không có khái niệm được chấp nhận rộng rãi về khủng hoảng tiền tệ, thường được coi là một phần của cuộc khủng hoảng tài chính. Kaminsky et al. (1998), ví dụ, xác định các cuộc khủng hoảng tiền tệ như khi một trung bình trọng số tỷ lệ phần trăm suy giảm hàng tháng trong tỷ giá hối đoái và tỉ lệ phần trăm hàng tháng giảm dự trữ ngoại hối vượt quá mức trung bình của nó bởi hơn ba độ lệch chuẩn. Frankel và Rose (1996) định nghĩa một cuộc khủng hoảng tiền tệ như là một sự suy giảm danh nghĩa của một loại tiền tệ ít nhất 25% nhưng nó cũng được xác định ít nhất 10% tăng tỷ lệ suy giảm. Nói chung, một cuộc khủng hoảng tiền tệ có thể được định nghĩa là một tình huống khi những người tham gia vào thị trường hối đoái nhận ra rằng một tỷ giá hối đoái được định nghĩa là sẽ thất bại, gây ra đầu cơ chống lại sự sụp đổ đẩy nhanh sự thất bại và buộc mất giá hoặc đánh giá cao.
Các cuộc suy thoái do khủng hoảng tiền tệ bao gồm cuộc khủng hoảng kinh tế năm 1994 ở Mexico, 1997 Cuộc khủng hoảng tài chính châu Á, cuộc khủng hoảng tài chính Nga năm 1998 và khủng hoảng kinh tế Argentina (1999-2002).